# Eachtach
Eachtach, a la mitologia irlandesa, era la filla de Diarmuid Ua Duibhne i Gráinne.
A La Persecució de Diarmuid i Gráinne, l'Alt Rei Cormac mac Airt promet a l'envellit Fionn mac Cumhail la seva filla Gráinne com a núvia, però Gráinne s'enamora de Diarmuid Ua Duibhne. La parella fuig i són ajudats pel pare adoptiu de Diarmuid, el déu Aengus, mentre Fionn els persegueix. Finalment, Fionn fa les paus amb la parella. Tanmateix, anys més tard, Fionn convida Diarmuid a la caça del porc senglar, i Diarmuid és malferit. L'aigua beguda de les mans de Fionn té el poder de guarir, però ell intencionadament deixa escórrer l'aigua a través dels seus dits abans que Diarmuid la pugui beure, i mor finalment.
A una de les versions del mite, Eachtach és present i suplica a Fionn que ajudi el seu pare, però ell no li fa cas. Per venjar la mort del seu pare, Eachtach va reunir els seus germans i un exèrcit, i va perseguir Fionn durant quatre anys, fins que gairebé el mata en una batalla; tot i que, finalment, Eachtach no ho va aconseguir.